# Tick... tick... tick... esplode la violenza
Tick... tick... tick... esplode la violenza (...tick...tick...tick...) è un film del 1970 diretto da Ralph Nelson.

## Trama
In una piccola città del Mississippi, il vicesceriffo di colore Jim Price viene eletto sceriffo al posto di quello uscente John Little, il quale, non volendo ricoprire il ruolo di vice ad un uomo di colore, vorrebbe rassegnare le dimissioni ma il sindaco Parks insiste per farlo rimanere al suo posto, facendolo considerare dalla comunità come il vero referente.
Una sera John Braddock, un ragazzo bianco figlio di un influente personaggio della vicina contea, viene arrestato sotto l'accusa di omicidio colposo, per avere provocato la morte di una ragazza mentre guidava ubriaco ed il padre ne pretende la liberazione; contemporaneamente viene arrestato George Harley, un uomo di colore accusato di stupro e l'atmosfera nella cittadina si surriscalda, soprattutto in considerazione della minaccia di Braddock di liberare il figlio con la forza.
Vista la situazione Little accetta di rimanere a fianco di Price come vicesceriffo ed anche gli appartenenti del Ku Klux Klan si schierano al loro fianco per impedire l'assalto degli uomini di Braddock.